# Maubourguet
Maubourguet – miejscowość i gmina we Francji, w regionie Oksytania, w departamencie Pireneje Wysokie.
Według danych na rok 1990 gminę zamieszkiwały 2 472 osoby, a gęstość zaludnienia wynosiła 112 osób/km² (wśród 3020 gmin regionu Midi-Pyrénées Maubourguet plasuje się na 139. miejscu pod względem liczby ludności, natomiast pod względem powierzchni na miejscu 500.).